# Lev Davidovič Trockij
Lev Davidovič Trockij (rusky  Лев Давидович Троцкий, rodným jménem Lev Davidovič Bronštejn, 26. říjnajul./ 7. listopadu 1879greg. Janivka, Ruské impérium (dnes Bereslavka u Kropyvnyckého na Ukrajině) – 21. srpna 1940, Mexico City, Mexiko) byl bolševický revolucionář a marxistický teoretik židovského původu. Vynikal také jako řečník a organizátor. Spolu s Leninem byl jako předseda Petrohradského sovětu hlavním představitelem ruské říjnové revoluce v roce 1917, i když se přímo nepodílel na přípravě ozbrojeného povstání, protože věřil, že je předčasné. Významnou úlohu sehrál jako zakladatel a vrchní velitel bolševické Rudé armády během ruské občanské války. 
Zastával teorii revoluce zdola a byl proti nomenklatuře – vládě stranické byrokracie, v ekonomice podporoval centrální plánování a byl proti kompromisnímu NEPu, prosazoval trvalou revoluci k dosažení světové revoluce a odmítal Stalinovo budování socialismu v jedné zemi. Jeho myšlenky jsou označovány jako trockismus. Ten po ústupu a smrti Lenina kritizovala trojka Stalin-Zinovjev-Kameněv a po upevnění Stalinovy moci byl vypovězen ze země. Trockismus se pak stal synonymem pro vnitřního nepřítele. Trockij po vyhoštění pobýval v Turecku a nakonec se usadil v Mexiku, kde byl v roce 1940 zavražděn agentem NKVD.

## Život

### Před rokem 1917

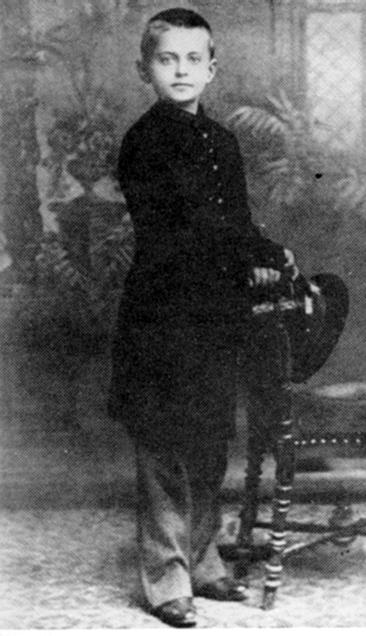
Osmiletý Lev Bronštejn, 1888

Narodil se na ukrajinském venkově. Jeho původní jméno bylo Lev Davidovič Bronštejn. Jeho otec David Leontyjevič Bronštejn (1847–1922) se díky svým schopnostem a pracovitosti stal poměrně bohatým sedlákem nedaleko Chersonu a malý Lev tak vyrůstal v dobré rodině. Od útlého věku se zajímal o literaturu a i přes poměry, ze kterých pocházel, mu učaroval marxismus. Už v poměrně raném věku byl politicky aktivní. Kvůli své činnosti byl vyloučen z vysoké školy, 1898 odsouzen a roku 1902 deportován carskými úřady na Sibiř. Poprvé unikl a opustil zemi pod jménem Trockij (které si vypůjčil od vězeňského dozorce) a vydal se do Velké Británie, kde v Londýně poznal ruské sociální demokraty. Ještě v tomtéž roce byl po návratu domů znovu deportován na Sibiř.
Byl vynikajícím řečníkem. Věhlas si poprvé vydobyl jako jedna z hlavních osobností neúspěšné revoluce konané v Petrohradě roku 1905, kde se stal předsedou sovětu. O rok později byl v exilu znovu a vydržel v něm až do roku 1917. Ve Vídni se velmi intenzivně věnoval psaní článků a knih, v nichž burcoval k dalším pokusům o revoluční změny.
S Leninem se v řadě názorů rozcházel a původně byl dokonce jeho důrazným odpůrcem a kritikem. V rámci Ruské sociálně demokratické dělnické strany (RSDDS) měl poměrně dlouho spíše než k Leninovu bolševickému křídlu blíže k menševikům. Především však kritizoval frakční půtky, které v RSDDS bujely a její činnost do značné míry paralyzovaly. Odmítal se jasně přihlásit ke kterékoliv frakci a stavěl se do role sjednotitele strany.
První světovou válku považoval za konflikt přirozeně vyplývající z úpadku kapitalismu. Na rozdíl od mnoha socialistů důrazně odmítal podporovat kteroukoliv z válčících zemí. Rakouská vláda ho dlouho v klidu nechávala působit na svém území, protože jeho snaha směřovala mimo jiné i k rozvratu carského Ruska. Ve válce viděl Trockij příležitost k povstání dělnických mas a ke světové revoluci. Roku 1917 pobýval v New Yorku a odtud vyzýval ke svržení ruské Prozatímní vlády a k převzetí moci sověty. Pak se svou rodinou opustil New York a vydal se na cestu lodí zpátky do Ruska, kde se mu otevřela životní šance.

### Říjnová revoluce

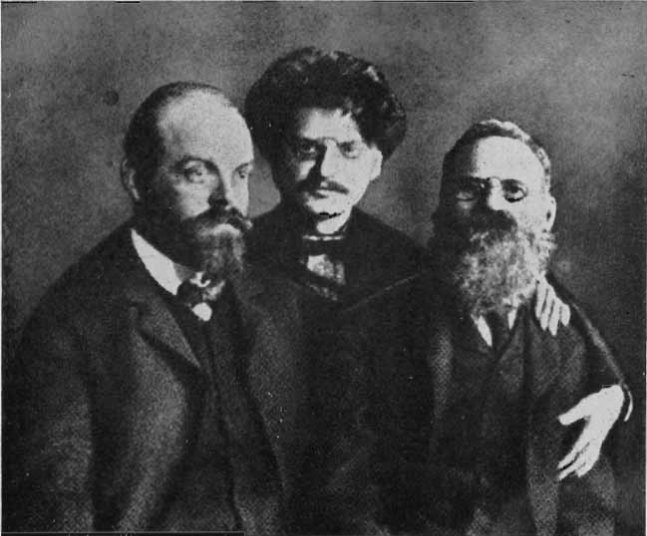
Trockij s Alexandrem Parvusem (vlevo) a Leo Deutschem (vpravo) ve vězení v roce 1906

S Leninem se postupně názorově sbližoval. Do Petrohradu dorazil na začátku května roku 1917. Na sjezdu bolševické strany se rozhodlo, že se v dohledné době uskuteční ozbrojené povstání proti Prozatímní vládě, Trockij ovšem prosazoval pozdější začátek povstání než Lenin, který naléhal na co nejdřívější termín. Mezi oběma vůdci tak probíhal dočasný spor ohledně metod boje. Lenin se nakonec prosadil, a tak revoluce vypukla v Petrohradu koncem října roku 1917.
Rudé gardy, ozbrojené dělnické milice, ze kterých byla posléze vytvořena Rudá armáda, pod Trockého velením obsadily mosty přes Něvu, Baltské nádraží, vládní budovy a všechny opěrné body města. Na pomoc přišli i kronštadtští námořníci a společně s gardisty zaútočili na budovu Zimního paláce, kde sídlila prozatímní vláda. Trockij předal obráncům paláce ultimátum, ale když bylo odmítnuto, začal po signálním výstřelu z křižníku Aurora s ostřelováním Zimního paláce z Petropavlovské pevnosti a z Aurory. Palác byl dobyt ve 2.40 hod. ráno. Prozatímní vláda padla a státní moc přešla do rukou Vojenského revolučního výboru a dělnických sovětů. V souvislosti s Trockého požadavky na vnitrostranickou demokracii, které vznášel při boji se Stalinem o moc od poloviny 20. let, stojí za zmínku skutečnost, že po říjnové revoluci byly rozehnány sověty, v nichž bolševici neměli většinu, což tehdy Trockij plně podporoval.

### Občanská válka a období u moci

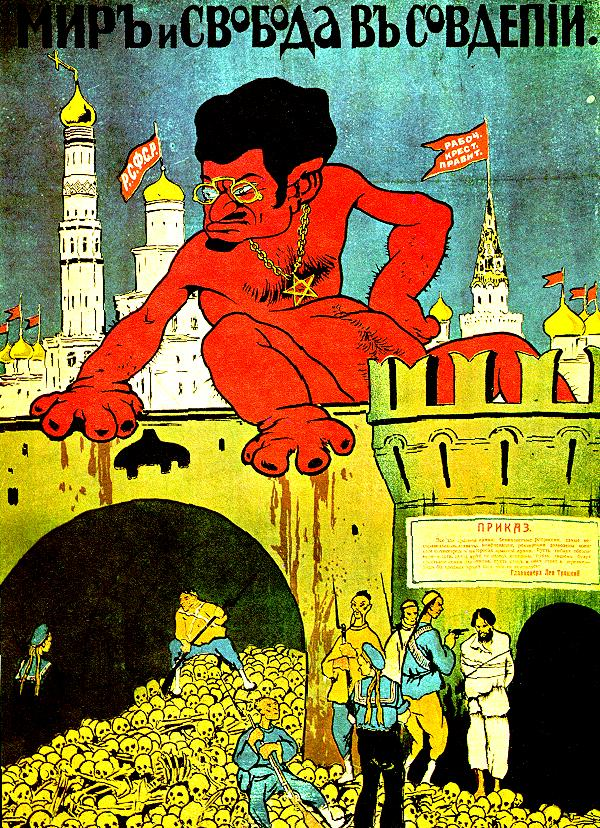
Bělogvardějská válečná propaganda zobrazující karikaturu Trockého

Trockij od té doby působil v úzkém vedení státu. Leninovým přáním dokonce bylo, aby se Trockij stal předsedou Rady lidových komisařů, tedy nové ruské vlády. Tuto funkci však Trockij odmítl, protože se obával, že by ho obyvatelstvo nepřijímalo dobře kvůli jeho židovskému původu. Stal se však lidovým komisařem zahraničních věcí a v této funkci musel překousnout uzavření brestlitevského separátního míru s Německem v 1. světové válce, s nímž hluboce nesouhlasil (samotného aktu podpisu se 3. března 1918 nezúčastnil). O deset dní později změnil resort a stal se lidovým komisařem vojenství a námořnictva.
Ačkoliv neměl žádné vojenské vzdělání ani zkušenosti z boje, počínal si v této funkci velmi zdatně.[zdroj?] V ruské občanské válce, kdy sovětský stát bojoval o samotné přežití proti různorodým opozičním skupinám, projevil své mimořádné organizační schopnosti i osobní statečnost, když se osobně nebál účastnit velmi rizikových operací.[zdroj?] Zároveň však ukázal svoji nemilosrdnost, když morálku a disciplínu nastoloval popravováním všech, u nichž měl podezření ze vzpoury nebo z nesouhlasu se svým způsobem velení. V květnu 1918 vydal rozkaz, že českoslovenští legionáři, přesouvající se po železnici do Vladivostoku, mají být odzbrojeni nebo zastřeleni. (Tím odstartoval krvavé boje mezi legionáři a bolševiky.) Za svoji krutost byl dokonce kritizován příslušníky vlastní strany. V každém případě výrazně přispěl ke konečnému vítězství bolševiků.
Trockij se však zdaleka neomezoval jen na vojenské záležitosti, a když nezuřily boje, snažil se aktivně ovlivňovat i další oblasti života. Těžkou ekonomickou krizi na počátku 20. let chtěl Lenin vyřešit přechodem od válečného komunismu k takzvané Nové ekonomické politice, která ve skutečnosti zaváděla prvky tržního hospodářství, a to zejména v zemědělství. Trockij s NEP postupem času stále více nesouhlasil, protože odmítal jakékoliv náznaky kapitalismu v sovětské společnosti. Prosazoval maximální centralizaci a kladl důraz na úlohu státního hospodářského plánu, jemuž se měl kompletně podřídit ekonomický život.

### Boj o moc se Stalinem
Po Leninově smrti v lednu 1924 se rozhořely boje o moc mezi Trockým a Stalinem. Jejich symbolickou předehrou byla neúčast Trockého na Leninově pohřbu, jež byla důsledkem Stalinovy osobní intriky. V okamžiku Leninova skonu mířil Trockij na Kavkaz, aby se zotavil ze zdravotních potíží. Ze Stalinova popudu mu bylo zasláno oznámení s chybným datem Leninova pohřbu, aby se zamezilo jeho osobní účasti na posledním rozloučení s ikonou „světového proletariátu“. Ačkoli Trockij sám tuto epizodu zlehčoval, podle mnohých tato neúčast přispěla ke ztrátě jeho mocenského postavení. Stalin byl generálním tajemníkem strany, ale Trockij ostře polemizoval s jeho názory na výstavbu sovětského státu. Vyzdvihoval nutnost urychlené industrializace státu, a především počal kritizovat to, co vnímal jako počátek nadvlády úzké byrokratické kasty nad obyčejným lidem.
Roku 1925 byl Trockij donucen odstoupit z postu předsedy revoluční vojenské rady a z funkce lidového komisaře vojenství. Trockého frakce byla původně nazývána jako „levá opozice“, protože Stalinovy názory v polovině 20. let ostřelovala z levicových pozic. Trockij neustával v ostré kritice na Stalinovu adresu a roku 1927 byl proto definitivně vyloučen ze strany. Další významní představitelé strany jako Lev Kameněv či Grigorij Zinovjev stáli původně při Stalinovi, ale když viděli jeho metody, přešli na stranu Trockého a vytvořili tzv. „spojenou opozici“. V té době už však Stalin třímal moc příliš pevně a roku 1928 byli vyloučeni i oni.
Trockij byl nejdříve odsunut do kazašského města Almaty, kde nadále čile pracoval a udržoval aktivní kontakt s příznivci opozice v Sovětském svazu. Stalin ho vyzval, aby se vzdal jakékoliv politické činnosti, jinak bude vypovězen ze SSSR. Záhy byl obviněn, že vytvořil ilegální trockistickou organizaci. Neuposlechl ani poslední výzvu a roku 1929 musel SSSR opustit.

#### Politické cíle

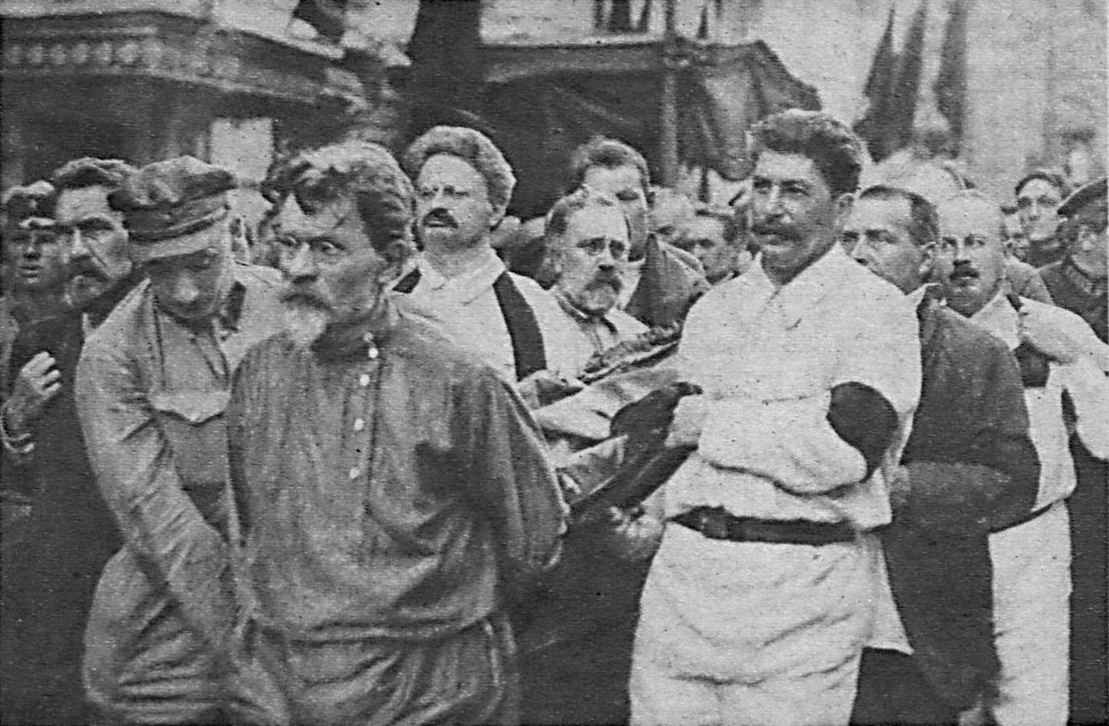
Trockij a Stalin nesoucí rakev Felixe Dzeržinského 30. července 1926.

Trockij věřil v konec kapitalismu a nastolení komunismu na celém světě, k němuž se mělo dospět násilnými revolucemi ve všech zemích. Hovořil o permanentní revoluci. Podporoval jakékoliv snahy o převrat a nastolení diktatury proletariátu. Jednoznačně prosazoval používání násilných metod a po říjnové revoluci podporoval i fyzické likvidace odpůrců nového režimu; sám v této souvislosti hovořil o teroru, který plně schvaloval. Jako mocný politik v SSSR se vždy zasazoval o podporu snah o uchvácení moci komunisty v dalších zemích. Jeho cílem ve 20. letech byla především úspěšná revoluce v Německu, k níž však i přes opakované pokusy nedošlo. Z této své pozice důrazně kritizoval Stalina a jeho „socialismus v jedné zemi“.
Odmítal jakékoliv rozlišování lidí podle národnosti. Sám se nijak netajil se svým židovským původem (ačkoliv víru nepraktikoval) a například kvůli němu odmítal některé vysoké politické posty po říjnové revoluci. Ostře napadal byrokratizaci režimu, která pod Stalinovým vedením probíhala. Viděl, že se představitelé strany stále více odcizují masám dělníků, jejichž prospěch měl být přitom hlavním účelem říjnové revoluce. Kromě toho žádal možnost svobodného vyjadřování názorů v rámci strany.
Prosazoval přísné řízení celé ekonomiky pomocí centrálního plánu. Odmítal veškeré náznaky tržního hospodářství, k nimž docházelo v rámci NEPu, při němž byly v zájmu zvýšení zemědělské produkce činěny ústupky schopnějším a bohatším statkářům (kulakům). Požadoval maximální tempo industrializace. Z tohoto pohledu působí paradoxně, že po definitivní výhře nad Trockým a jeho vyhnání začal Stalin v mnoha ohledech v Sovětském svazu postupně zavádět právě to, co původně zamýšlel Trockij.

#### Příčiny prohry se Stalinem
I přes své nezpochybnitelné organizační kvality a talent Trockij prohrál souboj o moc se Stalinem, jímž opovrhoval a považoval ho za průměrného pěšáka bez invence. Stalin byl úspěšný díky tomu, že se o uchvácení moci snažil ze všech sil a svojí „flexibilností“ si získával širší podporu mezi významnými členy strany. Trockij si naproti tomu vždy myslel, že mu stačí zformulovat a popsat geniální myšlenku, kterou všichni ostatní automaticky přijmou. Pokud s ním někdo polemizoval, uchyloval se Trockij k osobnímu napadání a zesměšňování. Nikdy neustupoval, v osobním styku byl velmi chladný a strohý, a tak si postupně vytvořil příliš mnoho mocných nepřátel, ačkoliv jeho myšlenky jinak byly schopny oslovovat mnoho lidí po celém světě.
„Přeběhnutí“ Kameněva se Zinověvem od Stalina k Trockému jen dokresluje jeho neobratnost a neprozíravost v osobních vztazích. Při snaze o lepší komunikaci a ochotě k alespoň nějakým kompromisům mohl tyto představitele přetáhnout na svoji stranu dříve. Společně by pak ve vedení strany měli převahu, s níž by pravděpodobně Stalina byli schopni odstřihnout od moci. Mezitím si naopak silnou pozici pomalu ale jistě budoval Stalin, a když došlo na lámání chleba, měl ve vedení tolik svých přívrženců, že mohl své odpůrce snadno rozprášit.
Trockij měl přesto svým způsobem (byť jen do chvíle, kdy se ho agentovi NKVD podařilo roku 1940 zavraždit) štěstí, že se Stalinovi znelíbil jako jeden z prvních. Koncem 20. let se ještě Stalin staral o to, jak svět vnímá jeho způsob nakládání s vnitrostátní opozicí, a Trockého díky tomu potkalo „jen“ vyhoštění. Odpůrci, kteří v SSSR zůstali, byli popraveni v rámci Velké čistky ve druhé polovině 30. let. Tento osud potkal nejen Kameněva a Zinověva, ale také Nikolaje Bucharina, ve 20. letech nejbližšího Stalinova spolupracovníka, jenž mu výrazně pomohl k získání absolutní moci nad Sovětským svazem.

### Vyhnanství (1929–1940)

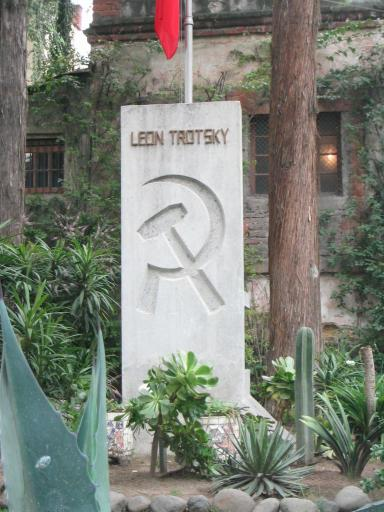
Trockého hrob

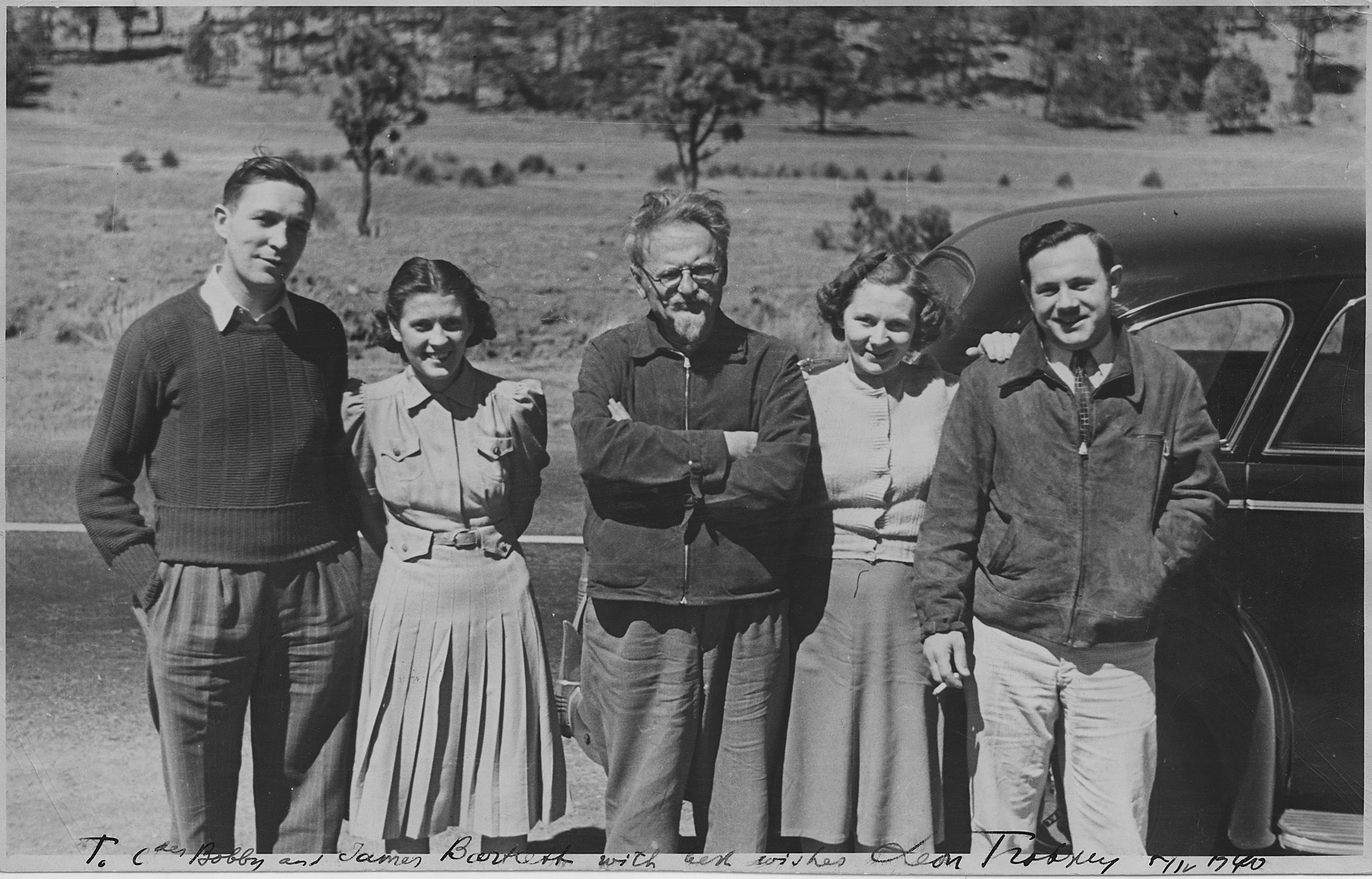
Trockij s americkými soudruhy, včetně Harry DeBoera (vlevo) v Mexiku nedlouho před svým zavražděním, 1940

Většina zemí, včetně Československa, nebyla Trockého ochotna přijmout. Souhlas se podařilo získat pouze od tureckého vůdce Mustafy Kemala. Trockij tak nalezl dočasné útočiště na ostrůvku Büyükada poblíž Istanbulu. Mimo jiné žádal o azyl v Německu, ale to mu nedovolilo ani lázeňský pobyt. Umožněna mu byla pouze přednáška v dánské Kodani koncem roku 1932. V lednu 1933 zasáhla Trockého těžce sebevražda jeho dcery a po nástupu Hitlera v Německu musel definitivně pohřbít naději na světovou revoluci. Téhož roku mu byl povolen pobyt ve Francii, ze které byl o rok později vykázán, protože unikl svým strážcům a sešel se se zástupci Komunistické internacionály. Při vyšetřování navíc prohlásil, že je starý spiklenec a uvedl, že připravuje vznik IV. internacionály, která by se postarala o světovou socialistickou revoluci. Nakrátko pobýval v Norsku, které si však jeho podporu kvůli snaze o dobré vztahy se Stalinovým SSSR brzy rozmyslelo. Trvalý azyl mu nakonec poskytla mexická vláda, a to roku 1936.
V Sovětském svazu mezitím probíhalo období Stalinem prováděných čistek proti takzvaným trockistům. Trockij byl označen za nepřítele lidu, agenta tajných služeb kapitalistických zemí a strůjce puče, jehož cílem bylo zničení SSSR. Propaganda z něj udělala viníka všeho, co se v Sovětském svazu nedařilo. Všichni nepohodlní lidé, kteří zůstali v zemi, byli vydáváni za Trockého spolupracovníky. Ač bez důkazů, obvinění byli vždy „usvědčeni“. V roce 1937 zahynul v důsledku čistek Trockého syn Sergej, jenž zůstal v SSSR, a v únoru 1938 za okolností nasvědčujících účasti sovětské rozvědky (komplikace následkem operace slepého střeva) zemřel v Paříži Trockého syn Lev Sedov.

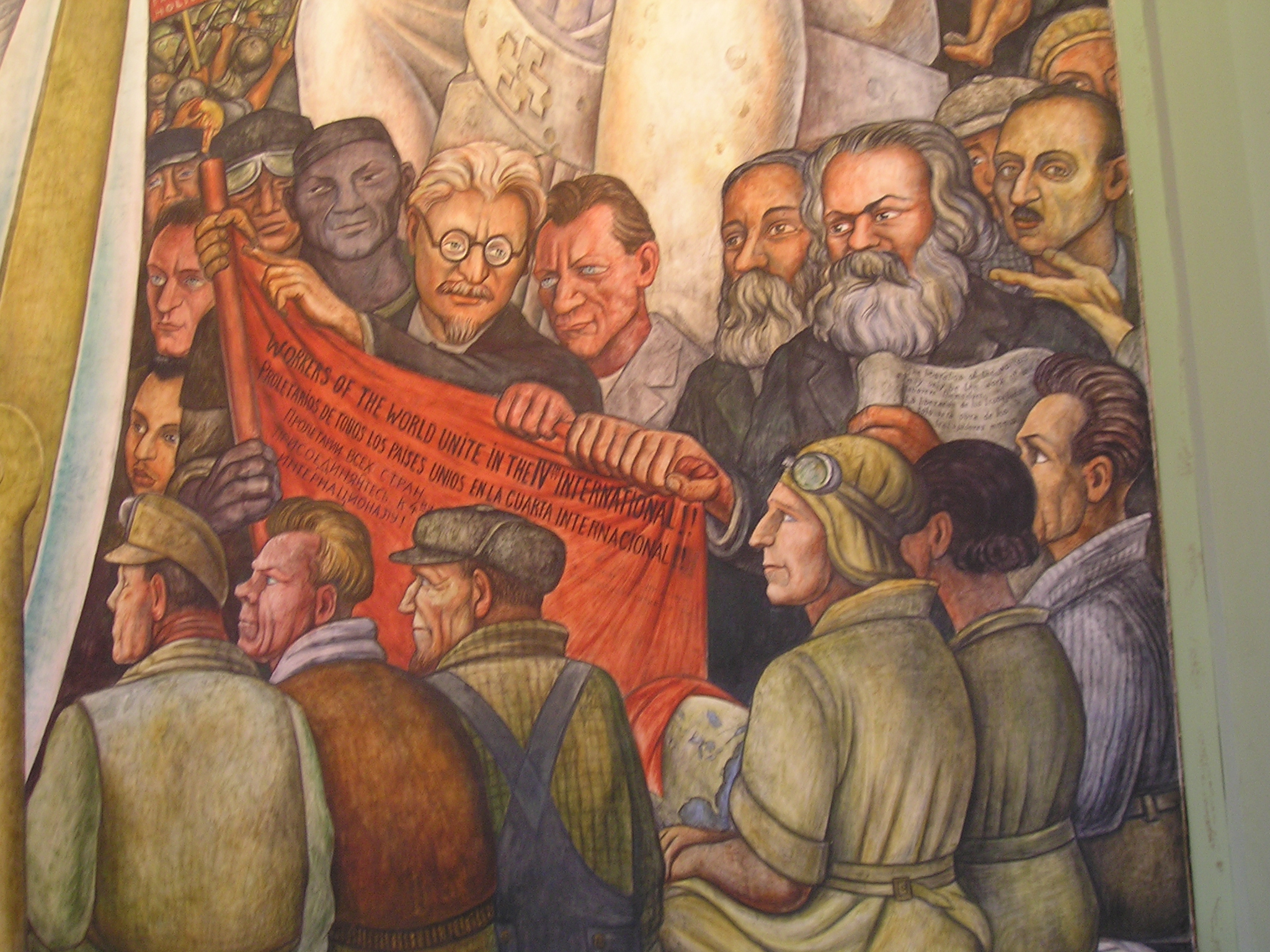
Trockij, Marx a Engels na nástěnné malbě od Diega Rivery v Národním paláci v Mexico City

Trockij se ze svého sídla v Mexiku pokusil o vytvoření mezinárodního tribunálu k odsouzení Stalina. Kromě toho do Mexika pozval spřízněné právníky a filosofy a nechal uspořádat jakýsi soud „sám pro sebe“, aby se mohl obhajovat a ukázat, jak nesmyslná jsou obvinění, která vůči němu Stalin vznášel a kvůli nimž byl Trockij v SSSR odsouzen k trestu smrti v nepřítomnosti. Nadále pokračoval v boji proti stalinské formě komunismu, i když věděl, že je tím jeho život ohrožen. Se svou ženou mezitím nalezl klid v domě známého malíře Diega Rivery v Coyoacánu (dnes část hlavního města Mexika). S Riverovou ženou, slavnou malířkou Fridou Kahlo, prožil milostný románek. Po dalších osobních sporech s Riverou byl z jeho domu vykázán a přesunul se do jiné vily v Coyoacánu.
V únoru 1940 sepsal svou politickou závěť a v květnu téhož roku přežil vražedný útok na svůj dům, inscenovaný Stalinovými agenty. Tři měsíce na to, 20. srpna roku 1940, byl při druhém atentátu těžce zraněn (úderem horolezeckým cepínem do hlavy) španělským komunistou Ramónem Mercaderem, tehdy agentem NKVD, vydávajícím se za kanadského občana levicového smýšlení. Na následky vražedného útoku Trockij následujícího dne zemřel. Mercaderovi vyměřil mexický soud nejtěžší trest, dvacet let žaláře. Pod falešnou identitou vystupoval i před soudem a jeho pravou totožnost odhalily otisky prstů až v roce 1950, kdy měl odpykáno již přes polovinu trestu. Po propuštění Mercader pobýval dočasně na Kubě a v Sovětském svazu. Zemřel v Havaně.
Vila, kde k vraždě došlo, byla v roce 1990 zrekonstruována a slouží jako muzeum.

## Trockismus
Trockého myšlenky tvoří základ trockismu, teorie, která je jedněmi braná jako odlišná od tradičního marxismu (ke kterému se hlásili Stalin nebo Mao Ce-tung), podle jiných je naopak nejvěrnější původním idejím Karla Marxe.
Postavou Trockého se pravděpodobně inspiroval George Orwell ve svém antiutopickém románu 1984, kde postava Emanuela Goldsteina (Trockého rodné jméno Bronstein = Goldstein) vykazuje podobné znaky biografie, vzhledu, stylu psaní a politického myšlení právě jako Trockij. Goldstein, bývalý spolupracovník Velkého Bratra (možná inspirace Stalinem) byl, stejně jako Trockij, později prohlášen za nepřítele státu.

## Dílo
Trockij byl aktivní žurnalista a spisovatel. V průběhu svého života působil v několika periodikách, z nichž některá sám založil. Napsal několik knih zabývajících se řadou témat od marxismu a rozvíjení své teorie permanentní světové revoluce přes dějiny staré i osobně prožité, biografie historických osobností, recenze umění a literatury až po filosofii. Zde je namátkový výčet:
- Dějiny ruské revoluce
- Co je permanentní revoluce?
- Můj život
- Stalinova škola falzifikace
- Zrazená revoluce
- Můj život: Pokus o autobiografii